# Большие Карачуры
Большие Карачуры (чув. Мӑн Карачура, Карачура) — деревня в Чебоксарском районе Чувашской Республики, крупнейший населённый пункт в Лапсарском сельском поселении. Расположена между рекой Рыкша и автомагистралью М7, в двух километрах западнее от ж/д станции Чебоксары-2.

## Население
| 2010 | 2012  |
| ---- | ----- |
| 1120 | ↗1161 |

## Инфраструктура
Деревня Большие Карачуры состоит из девяти улиц и 352 домов.
В октябре 1914 года с деревне открылось земское училище. С 1993 года учебное заведение имеет статус основной общеобразовательной школы. С 1979 года в деревне работает библиотека. В центре деревни установлен памятник воинам, павшим в Великой Отечественной войне. На территории деревни так же расположены: ТПУ «Чувашское», ОАО «Чувашавтодор», МОУ Карачуринское ООШ, МДОУ Карачуринский детский сад «Фиалка», ОАО «Чувашское» по племработе, офис врача общей практики, ГСК «ОКА», некоммерческое садоводческое товарищество «Нива», магазин «Автозапчасти». Популярными местами досуга являются кафе «Лесная сказка» и трактир «21 регион».